# Персеваль, или Повесть о Граале
«Персева́ль, или По́весть о Гра́але» (фр. Perceval, le Conte du Graal) — рыцарский роман Кретьена де Труа.
Роман остался незавершённым то ли из-за смерти патрона Кретьена Филиппа Фландрского в 1191 году, то ли из-за смерти самого поэта (написанная Кретьеном часть состоит, по-видимому, из 9234 стихов) и вызвал большое число продолжений, переделок и т. п., в числе которых находится и «Парцифаль» Вольфрама фон Эшенбаха.
В наставлениях матери юному герою, отправляющемуся по ненадёжным волнам житейского моря, затем в поучениях Горнеманса более или менее чётко формулируется задача странствующего рыцаря, задача, вернее, тот этический идеал, который не претерпит существенных изменений на протяжении веков и будет воодушевлять ещё героя Сервантеса.

## Продолжения

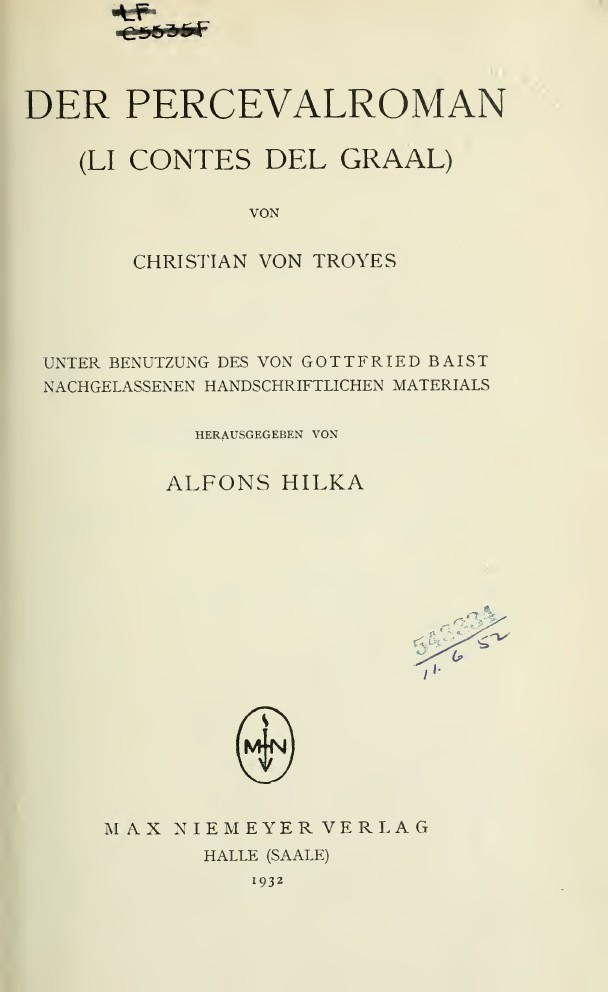
Roman de Perceval, 1932

В средневековых рукописях за текстом Кретьена следует несколько продолжений — результат последовательной работы целого ряда поэтов.
- Непосредственно за текстом Кретьена следует анонимное так называемое «Первое продолжение», занимающее (в зависимости от рукописи) от 10 до 20 тысяч строк. Эта часть описывает самым подробнейшим образом приключения Говена. Здесь к тому же немало вставных эпизодов, в которых протагонистами оказываются другие рыцари Круглого Стола: Гареэс, Карадок. Эта тенденция станет доминирующей в XIII веке вообще и особенно в прозаическом романе. Сложные процессы циклизации привели в конце концов к созданию очень сложных и громоздких произведений, охватывающих по возможности все сюжеты, всех героев, все фабульные линии предшествующих романов на артуровские темы.
- Следующая часть «Продолжений» написана неким Гоше де Дурдан (или Вошье де Денэн). В этой части немногим более 10 000 строк. Здесь в центре повествования находится Персеваль и его поиски Грааля, завершаемые прибытием в замок Короля-Рыбака. Попутно Персеваль помогает одной девице отыскать потерянную ею охотничью собаку, а также похищенные у неё кое-какие драгоценности. Поиски собаки и прочего заставляют героя пережить немало приключений, в ходе которых Персеваль проявляет мужество, благородство и великодушие. Как награду за все эти рыцарские свершения молодой герой получает любовь девицы, проводя с нею страстную ночь любви. Приезд юноши в замок Грааля, где Король-Рыболов объявляет ему, что он выдержал необходимые испытания, казался искусственным, видимо, уже современникам Гоше.

Роман был дописан почти одновременно (около 1230 года) двумя французскими поэтами — неким Манессье и Жербером Монтрейским. Оба поэта доводят повествование Кретьена до конца. Герой вновь находит дорогу в замок Грааля, он задает наконец вопросы Увечному Королю, тем самым излечивая его от его тяжкого недуга, и снимает заклятие, столько лет тяготевшее над его землями.

## На русском языке
- Кретьен де Труа. Персеваль, или Повесть о Граале / пер. со ст.-франц. Н. В. Забабуровой и А. Н. Триандафилиди, ст., примеч. Н. В. Забабуровой. — РнД: Foundation, 2012. — 408 с. — 200 экз. — ISBN 978-5-4376-0056-6; М.: Common press, 2015—408 с. — ISBN 978-99970-0108-5.